# Троицко-Сафроновское
Троицко-Сафроновское — упразднённая в 2005 году деревня Инзерского сельсовета в Архангельском районе Республики Башкортостан.

## Население
В период основания — 294 жителя, 44 дома. . В 1920 г. в 76 дворах проживал 451 человек.

## История
А. З. Асфандияров писал, что в 1894 г. вятские крестьяне приобрели у помещика Софронова 1850 десятин земли и основали поселок под названием Троицкий. С начала XX в. деревня уже известна под названием Троицко-Софроновское. 294 первопоселенцам принадлежало 67 лошадей, 57 коров, 67 овец и коз. Безлошадных было 3, а имеющих по 1 лошади — 20 семей. 32 крестьянина были грамотными..
по состоянию на 1 июля 1972 года входила в Лагутовский сельсовет. Преобладающая национальность — белорусы.
по состоянию на 1 сентября 1981 года входила в Инзерский сельсовет, преобладающая национальность — белорусы.
Закон «О внесении изменений в административно-территориальное устройство Республики Башкортостан в связи с образованием, объединением, упразднением и изменением статуса населенных пунктов, переносом административных центров» от 20 июля 2005 года N 211-з постановил:

ст. 4. Упразднить следующие населенные пункты:

2) в Архангельском районе

д) деревню Троицко-Сафроновское Инзерского сельсовета

## География
Находилась возле лесистой местности у небольшой реки Кочкан и пруда.

## Географическое положение
По состоянию на 1 сентября 1981 года расстояние до :
- районного центра (Архангельское): 29 км,
- центра сельсовета (Валентиновка): 11 км,
- ближайшей железнодорожной станции (Приуралье): 35 км.